# Kotschka
Kotschka (bis 1937 Kotzschka) ist ein Stadtteil der Stadt Elsterwerda im Landkreis Elbe-Elster im Land Brandenburg unweit der Grenze zu Sachsen.
Kotschka gehörte bis zur Kreisgebietsreform in Brandenburg im Jahr 1993 zum Landkreis Bad Liebenwerda. Der Ort liegt an der Einmündung der Pulsnitz in die Schwarze Elster und am Elsterwerda-Grödel-Floßkanal.

## Geschichte

Kotschka auf einer geschichtlichen Karte des Kreises Liebenwerda (1910).

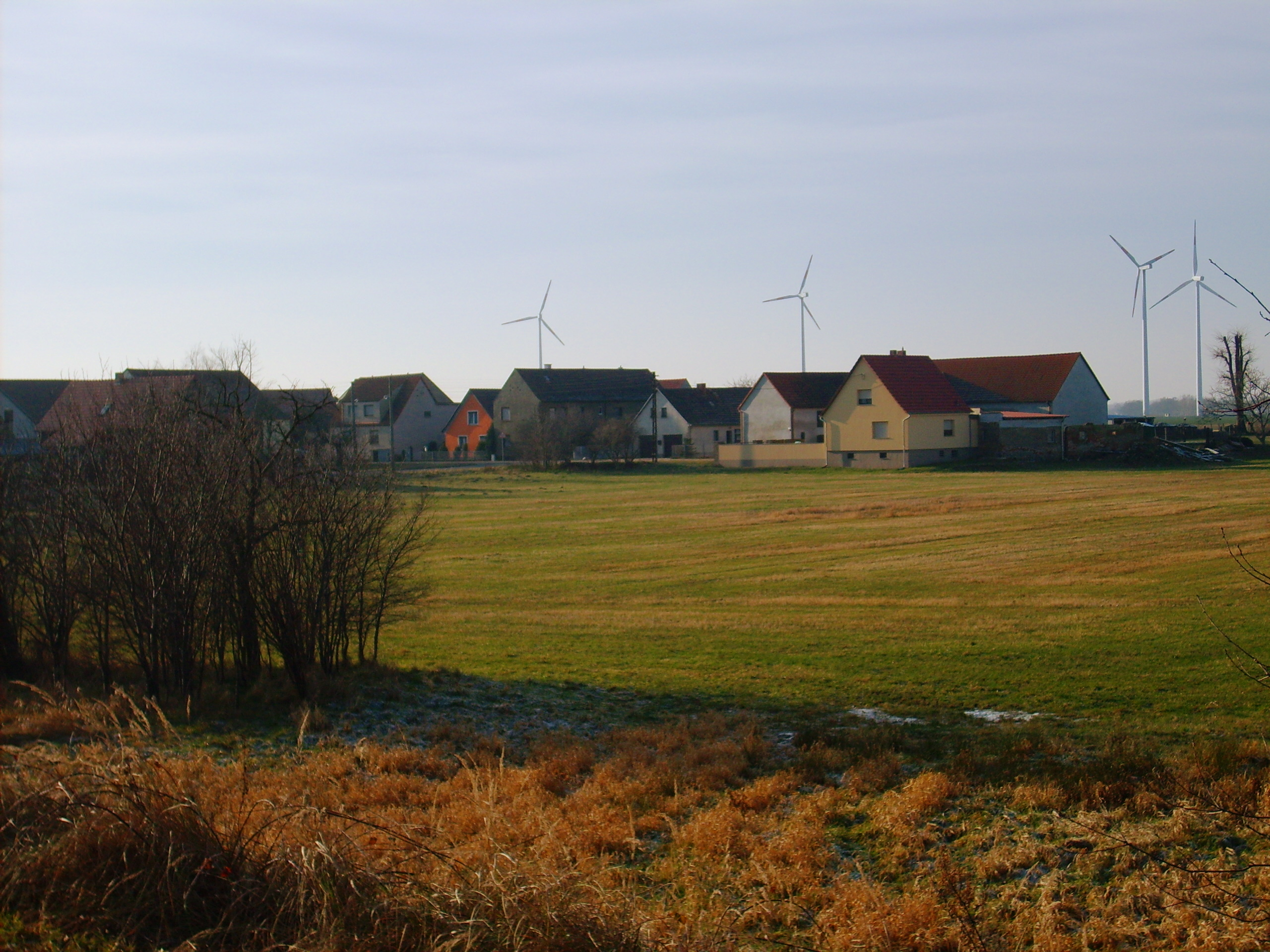
Kotschka

### Namensherkunft
Es gibt verschiedene Deutungen des Ortsnamens:
1. altslawisch: Kočka – Katze
2. Kuckow vom Personennamen Kucek
3. polnisch: kucki – kleiner Haufen

### Ortsgeschichte
Erste urkundliche Erwähnung fand der Ort 1456 als Gutzschkaw. 1465 erhielt die Ehefrau von Conrad von Köckritz auf Elsterwerda das halbe Dorf Koczko als Leibgedinge.
Der Ort gehörte zur Parochie Frauenhain. 1590 schrieb sich der Ort Gotzschka. Er wurde als Einreihendorf mit sieben Gehöften beschrieben. Schwedische Reiter verwüsteten und plünderten 1641 das Dorf. Kotschka gehörte im 17. Jahrhundert den Herren von Maltitz auf Krauschütz. 1668 erfolgte die Loslösung von Krauschütz und das Gut Kotschka, zu dem die beiden Dörfer Plessa und Biehla gehörten, bildeten eine eigene schriftsäßige Gutsherrschaft im Besitz von Erasmus von Maltitz. 1701 ging Kotschka durch einen Verkauf an den Hofrat Julius Albrecht von Rohr über und kam 1891 auf Antrag zur Parochie Elsterwerda.
1740 wurde von einer Rebellion von Kotschkaer Bauern gegen die Jagddienste für ein Auerhuhn- und Birkhuhnschießen des Dresdner Hofes in der Gegend berichtet. Rädelsführer war Bauer Christian Peschel. Hofjägermeister von Leubnitz forderte für diesen und andere Rädelsführer wegen Aufwiegelung der Untertanen Verhör, Arrest und Festungsbau. 1748 wurde der Grödel-Elsterwerdaer Floßkanal eröffnet, der unmittelbar am Ort vorbeiführt.
Während der Befreiungskriege lagerten vom 28. bis 30. September 1813 etwa 30.000 Mann des Korps von Gebhard Leberecht von Blücher in Elsterwerda und Kotschka.

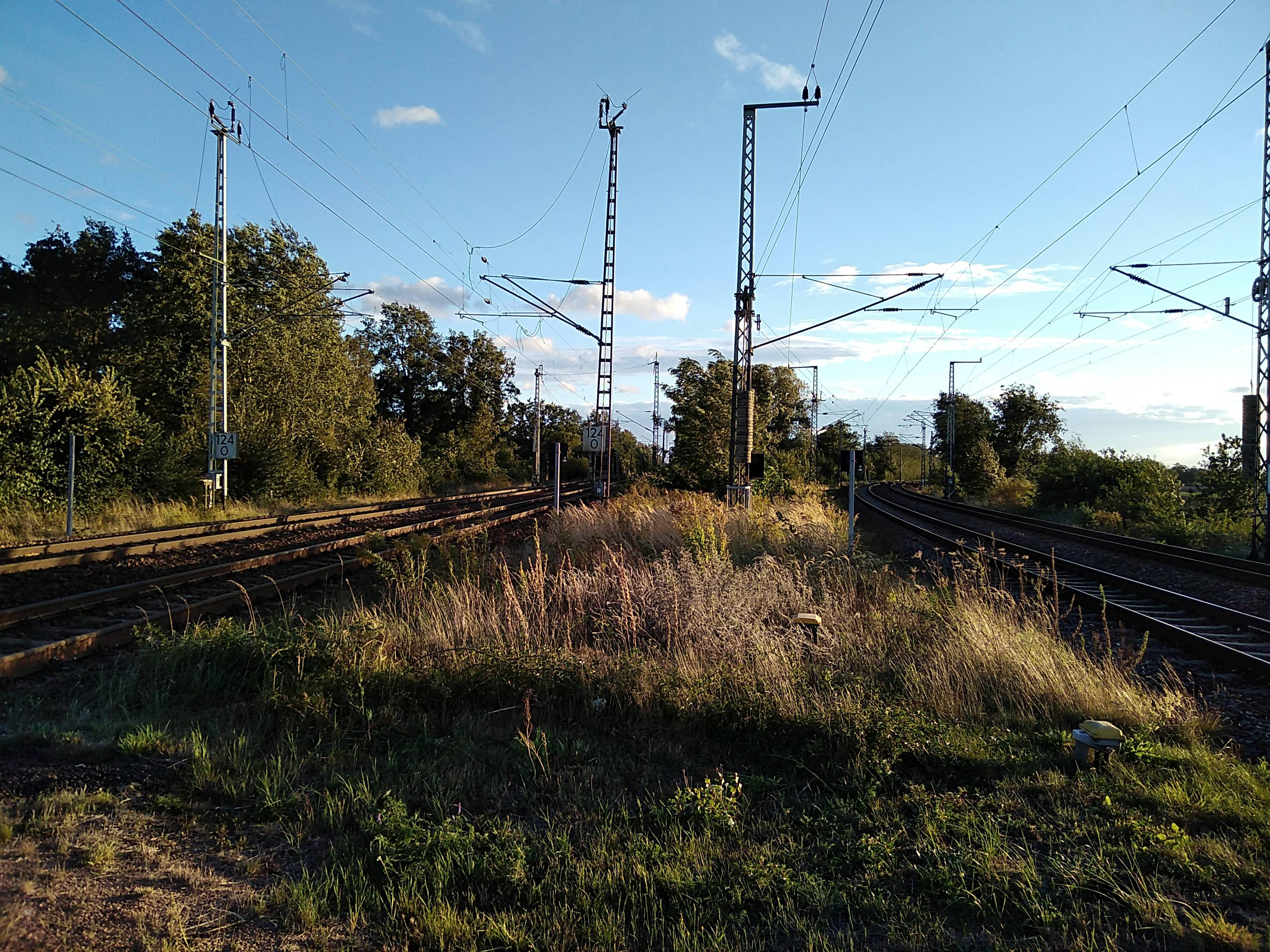
Einstiger Standort des Eisenbahnerhauses

Der kleine Ort wuchs nur langsam. Kotschka zählte 1818 30 Häuser und 179 Bewohner. Die Flurgröße Kotschkas wurde im 19. Jahrhundert mit 1.499 Morgen und 81 Quadratruten beziffert. Bei einer Volkszählung am 1. Dezember 1880, also 62 Jahre später, waren es 216 Einwohner. Trotzdem besaß der Ort 1916 schon eine eigene Schule und ein Gasthaus. Im Jahr 1929 lebten im Ort 315 Einwohner. Diese waren hauptsächlich im Ackerbau und in den Fabriken in Elsterwerda beschäftigt. Laut Einwohnerbuch für den Landkreis Liebenwerda aus den Jahren 1926/27 gab es in Kotschka einen Radfahrer- und Männerverein und die Gaststätte Holzhof.
Am 1. April 1974 wurde der Ort mit einem Beschluss der Stadtverordnetenversammlung nach Elsterwerda eingemeindet. Im Jahr 1984 wurde die Kotschkaer Elsterbrücke errichtet und in Betrieb genommen.
Ein wenig bekannt wurde der Ort durch ein zwischen den Gleisen der beiden Fernbahnstrecken Berlin–Dresden und Berlin–Chemnitz gelegenes Haus der Deutschen Reichsbahn. Über die besondere Lage wurde mehrfach in Presse und Fernsehen berichtet. Darin wohnten die Reichsbahn-Angestellten, welche den Schrankenposten bedienten. Das um 1900 entstandene Haus wurde 1998 abgerissen.

### Bevölkerungsentwicklung
| 1875 | 200 | 1939 | 338 |
| 1890 | 200 | 1946 | 316 |
| 1910 | 250 | 1950 | 344 |
| 1925 | 316 | 1964 | 293 |
| 1933 | 300 | 1971 | 298 |